# イブラギム・ガサンベコフ
イブラギム・ガサンベコヴィチ・ガサンベコフ (ロシア語: Ибрагим Гасанбекович Гасанбеков、アゼルバイジャン語: İbrahim Həsənbəy oğlu Həsənbəyov / Ибраһим Һәсәнбәј оғлу Һәсәнбәјов、1969年10月25日 - 1999年7月3日) は、現ロシア・ダゲスタン共和国、ハサヴユルト出身の元サッカー選手。

## 来歴

### クラブ
1991年、21歳の時にFCディナモ・マハチカラでプロサッカー選手としてのキャリアを始めた。1992年にFCアンジ・マハチカラに移籍。彼は悲劇的な最期を遂げるまでアンジでプレーをした。2部(3部相当)と1部(2部相当)では233試合に出場して153得点を挙げ、Шерстянника戦では6得点を挙げダブルハットトリックを達成した。ハットトリックは生涯で29回も記録した(2得点を挙げた試合は41試合)。ロシア・カップでは16試合に出場して9得点を挙げた。

### 代表
1996年にアゼルバイジャン代表で2試合に出場した。

## 事故
1999年7月3日、マハチカラ市内を車(VAZ-2109)で走行中にKAMAZ車と衝突をして事故現場で死去した。29歳没。

## タイトル

### 個人
- ロシア・セカンドディビジョン得点王：2 (Zone1, 1993) (西, 1996)